# Vulnerabilità sociale
La vulnerabilità sociale, in sociologia, è la situazione in cui un individuo, pur avendo risorse sufficienti alla vita quotidiana, non dispone di risorse per affrontare le difficoltà impreviste. Questa situazione corrisponde a una fragilità umana o sociale, e significa vivere in una condizione di incertezza, suscettibile di trasformarsi in vero e proprio disagio economico e sociale.
Come cause tipiche della vulnerabilità vengono indicate la precarietà nell'occupazione, la presenza di familiari a carico e la mancanza di reti di sostegno. La vulnerabilità sociale è presente in numerose società umane, ma gli studi recenti, a partire dai lavori di Robert Castel, si sono concentrati soprattutto sulle sue caratteristiche nelle società sviluppate, in particolare a partire dagli anni Novanta del Novecento.

## Situazione nelle società contemporanee
Diversi osservatori hanno considerato paradossale che, nonostante lo stato sociale offra il massimo livello di protezione contro i rischi sociali, in età contemporanea ci sia un aumento dell'incertezza e dell'instabilità. Questa situazione di sicurezza massima e insicurezza crescente sembra essere una contraddizione tipica di una fase di transizione, dove la disorganizzazione sembra prevalere sulla riorganizzazione. La diffusione della vulnerabilità sociale è peraltro considerata temporanea, più come riflesso della crisi dei vecchi sistemi che della costruzione di un nuovo ordine sociale.

### Aree problematiche
Secondo una sintesi proposta da Costanzo Ranci la vulnerabilità sociale contemporanea è riconducibile a quattro aree problematiche principali.
La prima riguarda la diffusione della povertà temporanea, che negli immediatamente anni successivi al 2000 colpiva circa il 20-25% dei cittadini dell'Unione Europea. Questo tipo di povertà temporanea è più diffuso rispetto alla povertà persistente.
La seconda riguarda la diffusione di lavori precari e temporanei, che aumenta il rischio di avere un salario basso. Questo rischio è maggiore per i lavoratori precari con poca istruzione e qualifiche. Dopo il 2000, solo il 34% dei lavoratori precari nell'Unione Europea aveva meno di 24 anni, mentre il 41% aveva tra i 25 e i 39 anni. Questa situazione indica che la precarietà non riguarda solo i giovani inizialmente nel mondo del lavoro, ma si estende anche a fasi successive della carriera lavorativa.
La terza riguarda la difficoltà di conciliare lavoro e ruolo delle donne a causa dell'aumento dell'occupazione femminile. Molte famiglie hanno bisogno di due stipendi per mantenere un reddito familiare sufficiente. Prima del 2000, il tasso di occupazione femminile nell'Unione Europea era aumentato del 10%, raggiungendo il 63% delle donne in età lavorativa. Anche se questo ha portato a ridurre la differenza tra il tasso di attività maschile e quello femminile, la nuova situazione ha reso più difficile conciliare lavoro e maternità. La presenza di figli piccoli corrispondeva comunque a una differenza di circa il 15% tra i tassi di attività maschile e femminile nei periodi di vita in cui le donne lavorano e hanno la responsabilità familiare.
La quarta riguarda le condizioni di vita degli anziani. Anche se la durata media della vita in salute è aumentata, l'aumento generale dell'aspettativa di vita potrebbe portare a un aumento delle persone non autosufficienti, soprattutto tra coloro che hanno più di 80 anni, una fascia di età in rapida crescita.

## Conseguenze
In caso di difficoltà impreviste, le persone esposte a vulnerabilità sociale possono essere spinte in situazioni di effettivo disagio economico e sociale. Questo disagio si manifesta tipicamente come di emarginazione, con isolamento relazionale, precarietà materiale e lavorativa, perdita del proprio ruolo sociale ed esclusione delle opportunità offerte nella società. Una situazione simile porta l'individuo a richiedere aiuti per soddisfare i propri bisogni primari.

## Vulnerabilità sociale in Italia
Un indicatore Istat misura quanto sia alta la vulnerabilità sociale nelle diverse parti d'Italia. Più è alto, maggiore è il rischio di disagio e vulnerabilità: se inferiore a 97 il territorio ha un basso indice di vulnerabilità, tra 97 e 98 il rischio è medio-basso, tra 98 e 99 rischio medio, tra 99 e 103 rischio medio-alto, sopra 103 rischio alto.
Nelle zone ad alta vulnerabilità sociale è maggiore l'incidenza di famiglie numerose o composte solo da anziani, genitori single, giovani che non studiano e non lavorano, adulti senza titoli di studio o analfabeti, famiglie in disagio economico o che vivono in case sovraffollate. Questi sono fattori che rendono probabile una condizione di disagio materiale e sociale.